# Charlotte Bachmann (Malerin)
Charlotte Bachmann-Diener (* 19. Dezember 1946 in Wald ZH) ist eine Schweizer Malerin.

## Leben und Werk
Charlotte Bachmann, geborene Diener, wuchs als Pflegekind  bei einer Bergbauernfamilie in Lain GR auf und verbrachte den Sommer jeweils mit ihrem Pflegevater auf einer Alp. 1953–1961 besuchte sie die Primarschule Zorten in Vaz/Obervaz. Danach arbeitete in einer Gaststätte in Chur. Dort traf sie den Künstler Alois Carigiet, besuchte ihn in der Folge regelmässig in dessen Atelier und begann selbst zu malen. 1971 lernte sie den aus Deutschland stammenden Helmut Bachmann, einen Lastwagenfahrer beim Circus Knie, kennen. Die beiden heirateten und hatten drei Töchter, von denen eine blind ist, die andere bei einem Unfall ums Leben kam. Als ihr Mann nach einer langen Krankheit zu malen begann, animierte dies Charlotte, sich ebenfalls wieder der Malerei zu widmen.
Die Bilder von Charlotte Bachmann zeigen das ländliche Leben, das zum Teil ebenfalls von der modernen Technik erfasst wird, und sind der naiven Malerei zuzuordnen. Neun Werke von ihr aus der 2014 erworbenen Sammlung von Mina und Josef John befinden sich im Museum im Lagerhaus in St. Gallen.

## Ausstellungen
- 2012 Grösser als Zürich. Kunst in Aussersihl, Helmhaus Zürich (Gruppenausstellung)
- 2013 Klinik Oetwil am See